# Тип 93/100 (огнемёт)

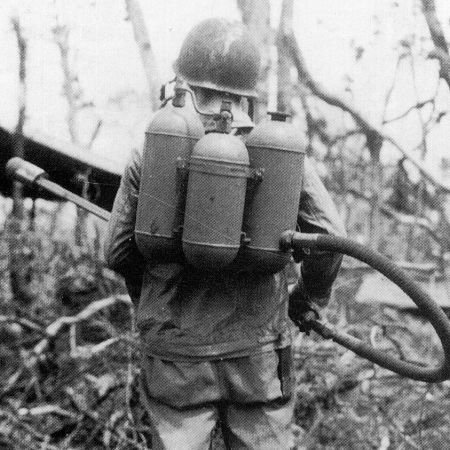
Огнемёт Тип 100

Огнемёты Тип 93 и Тип 100 (九三式小火焔発射機/一〇〇式火焔発射機 Kyūsan-shiki syō-kaen-hasshaki　/　Hyaku-shiki kaen-hasshaki) — струйные ранцевые огнемёты, применявшиеся Императорской армией Японии и Морской пехотой Императорского флота Японии в ходе Второй японо-китайской войны и Второй Мировой войны.

## История и разработка
Японские военные атташе, находившиеся в Европе, отметили эффективность огнеметов в условиях траншейной войны на Западном фронте в Первой Мировой войне, особенно в отношении полевых укреплений, бункеров, ДОТов и других укреплений, которые стали серьёзной проблемой для японской армии во время осады Порт-Артура в ходе русско-японской войны 1904—1905 годов.
Огнемет Тип 93, в основном основанный на германских образцах, приняли на вооружение в 1933 году. Он использовался в Маньчжурии против плохо подготовленной национальной революционной армии Китайской Республики и против местных сил милитаристов со значительным психологическим эффектом. Однако его система зажигания, основанная на нагретом электрическом проводе, имела проблемы с надежностью при температуре ниже нуля, что привело к появлению в 1940 году модифицированной версии, обозначенной как Тип 100. Оба типа оставались в эксплуатации во время Второй Мировой войны.

## Конструкция
Как Тип 93, так и Тип 100 состояли из топливного блока, топливного шланга и горелки. Изменённая конструкция горелки — единственное различие между двумя типами. Топливный блок состоял из трех цилиндров длиной 38 см и диаметром 15 см : двух наружных топливных цилиндров и центрального цилиндра со сжатым азотом. Общий объём запаса зажигательной смеси составлял 12,3 литра. Топливо представляло собой смесь бензина и смолы. Давление контролировали игольчатым клапаном с ручным управлением, один на верхней части каждого из двух топливных цилиндров. Топливный блок оснащался ремнями, позволяющими переносить его на спине оператора, как обычный армейский ранец.
Топливный шланг длиной 1,140 мм был изготовлен из армированной резиновой трубки, с латунными фитингами на обоих концах. Горелка длиной представляла собой трубку диаметром 25 мм с гашеткой выброса топлива, расположенной вблизи шлангового соединения, и с соплом в 6 мм с механизмом обжига, прикрепленным к другому концу.
Топливо (у Тип 100) воспламенялось с помощью холостого патрона, выпущенного из револьверного механизма в горелке, который содержал десять выстрелов. Ручка выброса топлива запускала патрон, когда он открывал клапан выброса топлива. Когда ручка возвращалась в закрытое положение параллельно трубе, поток топлива останавливался, в результате чего барабан проворачивался, чтобы поместить новый патрон. Продолжительность непрерывного огнеметания составляла от 10 до 12 секунд с максимальным диапазоном от 22 до 27 метров.
| Вариант | Дальность действия, м | Продолжительность огнеметания | Объём зажигательной смеси, л | Масса, кг | Масса горелки, кг | Длина горелки | Насадка ствола | Диаметр патрона, мм |
| ------- | --------------------- | ----------------------------- | ---------------------------- | --------- | ----------------- | ------------- | -------------- | ------------------- |
| Тип 93  | 22 — 27 м             | 10 — 12 с                     | 12,3 л                       | 26        | 4.5               | 1,200         | Постоянная     | 11.1                |
| Тип 100 | 22 — 27 м             | 10 — 12 с                     | 12,3 л                       | 26        | 4                 | 900           | Съёмная        | 12.3                |

## Боевое применение

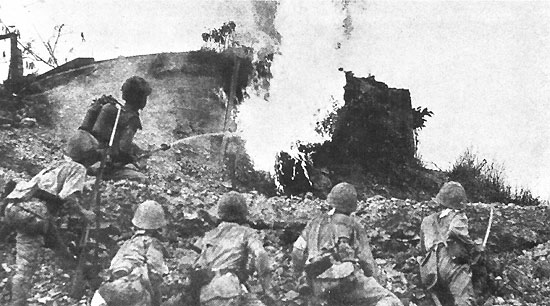
Японские военные применяют огнемёт Тип 93 в ходе битвы за Батаан, 1942.

Огнеметы поступали на вооружение инженерных полков, которые имелись в составе каждой японской пехотной дивизии. Типичный инженерный полк был оснащен шестью-двадцатью огнеметами, которые применяла огнеметная рота. Огнемет Тип 100 в основном использовался на ранних этапах войны на Тихом океане, в основном в Голландской Ост-Индии, Бирме и Филиппинах. Японские армейские парашютисты, оснащенные Тип 100, участвовали в битве при Палембанге в 1942 году. На поздних этапах войны, Япония не нуждалась в огнеметах, так как императорской армии приходилось сражаться в обороне и у неё не было возможностей атаковать вражеские укрепления. Под конец войны японская армия попыталась использовать огнемёты Тип 93 и Тип 100 в качестве противотанкового оружия, в основном из-за отсутствия каких-либо эффективных противотанковых орудий, однако они оказались малоэффективными.